# In the Meantime
In The Meantime è il terzo album in studio della cantante canadese Alessia Cara, pubblicato nel settembre 2021 dalla Def Jam.

## Tracce
1. Unboxing Intro – 0:41
2. Box in the Ocean – 3:16
3. Bluebird – 3:14
4. Lie to Me – 2:31
5. Shapeshifter – 3:06
6. Fishbowl – 3:08
7. I Miss You, Don't Call Me – 3:20
8. Middle Ground (feat. Chika) – 3:43
9. Somebody Else – 3:43
10. Drama Queen – 3:01
11. Clockwork – 2:27
12. Best Days – 3:31
13. Sweet Dream – 3:02
14. Find My Boy – 3:12
15. Voice in My Head – 2:57
16. Slow Lie – 2:42
17. You Let Me Down – 3:13
18. Apartment Song – 3:41

## Classifiche
| Classifica (2021) | Posizione massima |
| ----------------- | ----------------- |
| Canada            | 83                |